# Station Gdynia Stocznia
Station Gdynia Stocznia is een spoorwegstation in de Poolse plaats Gdynia.